# Temporada da IndyCar Series de 2019
A temporada IndyCar Series de 2019 foi a 108ª temporada oficial do campeonato de corridas de rodas abertas norte-americanas e a 24ª sob a sanção da IndyCar Series. O evento principal foi a Indianapolis 500, que tinha Will Power como o então atual vencedor. A Honda entrou como defensora do título entre fabricantes e Scott Dixon disputou sua 19ª temporada (duas na antiga CART e 17 na IRL/Indy) como campeão atual.
Josef Newgarden, da Penske, conquistou o bicampeonato da IndyCar após chegar em 8º no GP de Laguna Seca, que voltava a ser disputado após 15 anos (ainda na Champ Car). Felix Rosenqvist, da Chip Ganassi Racing, foi o melhor estreante do campeonato.

## Equipes e pilotos
| Equipe                                                               | Motor     | No. | Driver(s)          | Etapa(s)                   |
| -------------------------------------------------------------------- | --------- | --- | ------------------ | -------------------------- |
| A. J. Foyt Enterprises                                               | Chevrolet | 4   | Matheus Leist      | Todas                      |
| A. J. Foyt Enterprises                                               | Chevrolet | 14  | Tony Kanaan        | Todas                      |
| Andretti Autosport                                                   | Honda     | 25  | Conor Daly         | 6, 17                      |
| Andretti Autosport                                                   | Honda     | 26  | Zach Veach         | Todas                      |
| Andretti Autosport                                                   | Honda     | 27  | Alexander Rossi    | Todas                      |
| Andretti Autosport                                                   | Honda     | 28  | Ryan Hunter-Reay   | Todas                      |
| Andretti Herta Autosport w/ Marco Andretti & Curb-Agajanian          | Honda     | 98  | Marco Andretti     | Todas                      |
| Arrow Schmidt Peterson Motorsports                                   | Honda     | 5   | James Hinchcliffe  | Todas                      |
| Arrow Schmidt Peterson Motorsports                                   | Honda     | 6   | Robert Wickens     | N/D                        |
| Arrow Schmidt Peterson Motorsports                                   | Honda     | 7   | Marcus Ericsson R  | Todas                      |
| Carlin                                                               | Chevrolet | 23  | Charlie Kimball    | 1, 6, 9, 14–15, 17         |
| Carlin                                                               | Chevrolet | 31  | Patricio O'Ward R  | 2–8, 10                    |
| Carlin                                                               | Chevrolet | 31  | Sage Karam         | 11–12                      |
| Carlin                                                               | Chevrolet | 31  | RC Enerson         | 13                         |
| Carlin                                                               | Chevrolet | 31  | TBA                | 16                         |
| Carlin                                                               | Chevrolet | 59  | Max Chilton        | 1–8, 10–11, 13, 16–17      |
| Carlin                                                               | Chevrolet | 59  | Conor Daly         | 9                          |
| Chip Ganassi Racing                                                  | Honda     | 9   | Scott Dixon        | Todas                      |
| Chip Ganassi Racing                                                  | Honda     | 10  | Felix Rosenqvist R | Todas                      |
| Clauson-Marshall Racing                                              | Chevrolet | 39  | Pippa Mann         | 6                          |
| Dale Coyne Racing                                                    | Honda     | 19  | Santino Ferrucci R | Todas                      |
| Dale Coyne Racing with Vasser-Sullivan                               | Honda     | 18  | Sébastien Bourdais | Todas                      |
| Dale Coyne Racing with Byrd/Hollinger/Belardi                        | Honda     | 33  | James Davison      | 6                          |
| DragonSpeed                                                          | Chevrolet | 85  | Ben Hanley R       | 1, 3, 6, 10, 13            |
| Dreyer & Reinbold Racing                                             | Chevrolet | 24  | Sage Karam         | 6                          |
| Dreyer & Reinbold Racing                                             | Chevrolet | 48  | J. R. Hildebrand   | 6                          |
| Ed Carpenter Racing                                                  | Chevrolet | 21  | Spencer Pigot      | Todas                      |
| Ed Carpenter Racing                                                  | Chevrolet | 20  | Ed Carpenter       | 6, 9, 12, 14–15            |
| Ed Carpenter Racing with Scuderia Corsa                              | Chevrolet | 20  | Ed Jones           | 1–5, 7–8, 10–11, 13, 16–17 |
| Ed Carpenter Racing with Scuderia Corsa                              | Chevrolet | 63  | Ed Jones           | 6                          |
| Harding Steinbrenner Racing                                          | Chevrolet | 88  | Colton Herta R     | Todas                      |
| Juncos Racing                                                        | Chevrolet | 32  | Kyle Kaiser R      | 2, 6                       |
| McLaren Racing                                                       | Chevrolet | 66  | Fernando Alonso R  | 6                          |
| Meyer Shank Racing with Arrow Schmidt Peterson Motorsports           | Honda     | 60  | Jack Harvey        | 1–6, 10, 13, 16–17         |
| MotoGator Team Stange Racing with Arrow Schmidt Peterson Motorsports | Honda     | 77  | Oriol Servià       | 6                          |
| Rahal Letterman Lanigan Racing                                       | Honda     | 15  | Graham Rahal       | Todas                      |
| Rahal Letterman Lanigan Racing                                       | Honda     | 30  | Takuma Sato        | Todas                      |
| Rahal Letterman Lanigan Racing                                       | Honda     | 42  | Jordan King        | 6                          |
| Team Penske                                                          | Chevrolet | 2   | Josef Newgarden    | Todas                      |
| Team Penske                                                          | Chevrolet | 3   | Hélio Castroneves  | 5-6                        |
| Team Penske                                                          | Chevrolet | 12  | Will Power         | Todas                      |
| Team Penske                                                          | Chevrolet | 22  | Simon Pagenaud     | Todas                      |

## Mudanças de Equipe
- Em 19 de setembro de 2018, foi anunciado que a Steinbrenner Racing de George Michael Steinbrenner IV uniria forças com a Harding Racing para formar uma nova equipe de dois carros, sob o nome de Harding Steinbrenner Racing.
- Meyer Shank Racing vai competir em pelo menos seis corridas e espera adicionar quatro corridas adicionais para um total de dez na temporada de 2019 com o piloto Jack Harvey.
- A Dragonspeed fará sua estreia na categoria fazendo algumas provas.

## Mudanças de Pilotos
- Depois de correrem a última corrida da temporada de 2018 em Sonoma com a Harding Racing, o campeão de 2018 da Indy Lights, Patricio O'Ward, e o vice-campeão, Colton Herta, correrão a temporada completa com a nova parceria de Harding Steinbrenner Racing.

## Calendário
| Prova | Nome da Corrida                        | Circuito                        | Local                   | Data           | Voltas |
| ----- | -------------------------------------- | ------------------------------- | ----------------------- | -------------- | ------ |
| 1     | Firestone Grand Prix of St. Petersburg | Ruas de St. Petersburg          | St. Petersburg, Flórida | 10 de março    | 110    |
| 2     | INDYCAR Classic                        | Circuit of the Americas         | Austin, Texas           | 24 de março    | 60     |
| 3     | Honda Indy Grand Prix of Alabama       | Barber Motorsports Park         | Birmingham, Alabama     | 7 de abril     | 90     |
| 4     | Acura Grand Prix of Long Beach         | Ruas de Long Beach              | Long Beach, Califórnia  | 14 de abril    | 85     |
| 5     | IndyCar Grand Prix                     | Indianapolis Motor Speedway     | Speedway, Indiana       | 11 de maio     | 85     |
| 6     | 103st Indianapolis 500                 | Indianapolis Motor Speedway     | Speedway, Indiana       | 26 de maio     | 200    |
| 7     | Chevrolet Indy Dual in Detroit (1)     | Belle Isle Park                 | Detroit, Michigan       | 1 de junho     | 70     |
| 8     | Chevrolet Indy Dual in Detroit (2)     | Belle Isle Park                 | Detroit, Michigan       | 2 de junho     | 70     |
| 9     | Firestone 600                          | Texas Motor Speedway            | Fort Worth, Texas       | 8 de junho     | 248    |
| 10    | Kohler Grand Prix                      | Road America                    | Elkhart Lake, Wisconsin | 23 de junho    | 50     |
| 11    | Honda Indy Toronto                     | Exhibition Place                | Toronto, Ontário        | 14 de julho    | 85     |
| 12    | Iowa Corn 300                          | Iowa Speedway                   | Newton, Iowa            | 20 de julho    | 300    |
| 13    | Honda Indy 200                         | Mid-Ohio Sports Car Course      | Lexington, Ohio         | 28 de julho    | 90     |
| 14    | ABC Supply 500                         | Pocono Raceway                  | Long Pond, Pensilvânia  | 18 de agosto   | 200    |
| 15    | St. Louis 250                          | Gateway Motorsports Park        | St. Louis, Missouri     | 24 de agosto   | 200    |
| 16    | Grand Prix of Portland                 | Portland International Raceway  | Portland, Oregon        | 1 de setembro  | 105    |
| 17    | Monterey Grand Prix                    | WeatherTech Raceway Laguna Seca | Monterey, Califórnia    | 22 de setembro | 90     |

- Circuitos Ovais
- Circuitos Mistos Permanentes
- Circuitos de Rua Temporários

### Mudanças no calendário
- Em 22 de junho de 2018, foi anunciado que a corrida de Phoenix no ISM Raceway não estaria no calendário de 2019.
- Em 24 de junho de 2018, a IndyCar e a Road America anunciaram uma extensão de contrato de três anos, mantendo o circuito sob contrato até a temporada de 2021.
- Em 17 de julho de 2018, foi anunciado que Laguna Seca será adicionado à programação em um contrato de três anos e será o final da temporada de 2019. O evento substituirá o Indy Grand Prix de Sonoma. Será o primeiro evento desde a temporada de 2004 da Champ Car.
- Em 30 de julho de 2018, foi anunciado que o Iowa Corn 300 retornará a uma corrida noturna de sábado.
- Em 10 de agosto de 2018, foi anunciado que o Pocono Raceway retornará em 2019.
- Em 16 de agosto de 2018, uma entrevista com Stephen Starkes, da Indycar, revelou que Portland retornaria, enquanto a data de Barber poderia mudar para o início de abril.
- Em 23 de agosto de 2018, a Texas Motor Speedway confirmou um acordo plurianual para sediar a IndyCar Series até 2022.
- Em 4 de setembro de 2018, uma corrida de 24 de março de 2019 foi anunciada no Circuito das Américas. O Austin American-Statesman relatou um contrato de 5 anos para o local.

## Resultados
| Etapa | Corrida        | Pole position    | Volta mais rápida  | Líder por mais voltas | Vencedor        | Vencedor                       | Vencedor  | Detalhes |
| Etapa | Corrida        | Pole position    | Volta mais rápida  | Líder por mais voltas | Piloto          | Equipe                         | Motor     | Detalhes |
| ----- | -------------- | ---------------- | ------------------ | --------------------- | --------------- | ------------------------------ | --------- | -------- |
| 1     | St. Petersburg | Will Power       | Josef Newgarden    | Josef Newgarden       | Josef Newgarden | Team Penske                    | Chevrolet | Detalhes |
| 2     | Austin         | Will Power       | Colton Herta       | Will Power            | Colton Herta    | Harding Steinbrenner Racing    | Honda     | Detalhes |
| 3     | Alabama        | Takuma Sato      | Will Power         | Takuma Sato           | Takuma Sato     | Rahal Letterman Lanigan Racing | Honda     | Detalhes |
| 4     | Long Beach     | Alexander Rossi  | Ryan Hunter-Reay   | Alexander Rossi       | Alexander Rossi | Andretti Autosport             | Honda     | Detalhes |
| 5     | Indy GP        | Felix Rosenqvist | Patricio O'Ward    | Scott Dixon           | Simon Pagenaud  | Team Penske                    | Chevrolet | Detalhes |
| 6     | Indy 500       | Simon Pagenaud   | Scott Dixon        | Simon Pagenaud        | Simon Pagenaud  | Team Penske                    | Chevrolet | Detalhes |
| 7     | Detroit 1      | Alexander Rossi  | Josef Newgarden    | Josef Newgarden       | Josef Newgarden | Team Penske                    | Chevrolet | Detalhes |
| 8     | Detroit 2      | Josef Newgarden  | Simon Pagenaud     | Scott Dixon           | Scott Dixon     | Chip Ganassi Racing            | Honda     | Detalhes |
| 9     | Texas 600k     | Takuma Sato      | Takuma Sato        | Ryan Hunter-Reay      | Josef Newgarden | Team Penske                    | Chevrolet | Detalhes |
| 10    | Road America   | Colton Herta     | Colton Herta       | Alexander Rossi       | Alexander Rossi | Andretti Autosport             | Honda     | Detalhes |
| 11    | Toronto        | Simon Pagenaud   | Marcus Ericsson    | Simon Pagenaud        | Simon Pagenaud  | Team Penske                    | Chevrolet | Detalhes |
| 12    | Iowa           | Simon Pagenaud   | Josef Newgarden    | Josef Newgarden       | Josef Newgarden | Team Penske                    | Chevrolet | Report   |
| 13    | Mid-Ohio       | Will Power       | James Hinchcliffe  | Scott Dixon           | Scott Dixon     | Chip Ganassi Racing            | Honda     | Report   |
| 14    | Pocono         | Josef Newgarden1 | Will Power         | Simon Pagenaud        | Will Power      | Team Penske                    | Chevrolet | Detalhes |
| 15    | Gateway        | Josef Newgarden  | Josef Newgarden    | Santino Ferrucci      | Takuma Sato     | Rahal Letterman Lanigan Racing | Honda     | Report   |
| 16    | Portland       | Colton Herta     | Sébastien Bourdais | Will Power            | Will Power      | Team Penske                    | Chevrolet | Report   |
| 17    | Laguna Seca    | Colton Herta     | Scott Dixon        | Colton Herta          | Colton Herta    | Harding Steinbrenner Racing    | Honda     | Report   |

↑1 Devido às chuvas que afetaram a região do Pocono Raceway, o primeiro treino livre e o treino de classificação foram cancelados. A formação do grid foi definida pela posição dos pilotos no campeonato. Na volta 129, uma tempestade de raios forçou a Indy a encerrar a prova, que teve Will Power como vencedor.

## Classificação
| Pos | Pilotos            | STP | COA  | ALA | LBH | IMS | INDY | DET | DET | TMS | ROA | TOR | IOW | MDO | POC | GMP | POR | LAG | Pts |
| --- | ------------------ | --- | ---- | --- | --- | --- | ---- | --- | --- | --- | --- | --- | --- | --- | --- | --- | --- | --- | --- |
| 1   | Josef Newgarden    | 1L  | 2    | 4   | 2L  | 15L | 48L  | 1L* | 19L | 1L  | 3   | 4   | 1L* | 14L | 5L  | 7L  | 5   | 8   | 641 |
| 2   | Simon Pagenaud     | 7   | 19   | 9   | 6   | 1L  | 11L* | 6   | 17  | 6   | 9   | 1L* | 4L  | 6   | 3L* | 5   | 7   | 4L  | 618 |
| 3   | Alexander Rossi    | 5L  | 9    | 5L  | 1L* | 22  | 29L  | 2L  | 5   | 2L  | 1L* | 3   | 6   | 5   | 18  | 13  | 3   | 6   | 608 |
| 4   | Scott Dixon        | 2   | 13   | 2L  | 3   | 2L* | 17L  | 22  | 1L* | 17L | 5   | 2   | 2L  | 1L* | 2L  | 20  | 16L | 3   | 578 |
| 5   | Will Power         | 3L  | 24L* | 11  | 7L  | 7   | 56L  | 18  | 3L  | 9   | 2   | 18  | 15L | 4L  | 1L  | 22L | 1L* | 2L  | 550 |
| 6   | Felix Rosenqvist R | 4L  | 23   | 10  | 10  | 8L  | 28L  | 4   | 16  | 12  | 6   | 5   | 14  | 2L  | 22  | 11L | 2L  | 5   | 425 |
| 7   | Colton Herta R     | 8   | 1L   | 24  | 23  | 23  | 335  | 12  | 12  | 18  | 8   | 7   | 18  | 8   | 16  | 9L  | 4L  | 1L  | 420 |
| 8   | Ryan Hunter-Reay   | 23  | 3    | 8   | 5   | 17  | 8    | 5   | 4   | 5L* | 11  | 16  | 17  | 3   | 19  | 8   | 18  | 10  | 420 |
| 9   | Takuma Sato        | 19  | 7    | 1L* | 8L  | 14  | 3L   | 3   | 13  | 15L | 10  | 22L | 20  | 19  | 21  | 1L  | 15  | 21  | 415 |
| 10  | Graham Rahal       | 12  | 4    | 23L | 4   | 9L  | 27   | 7   | 7   | 3L  | 4L  | 9   | 8   | 9   | 9   | 18  | 23  | 12  | 389 |
| 11  | Sébastien Bourdais | 24  | 5    | 3L  | 11  | 11L | 307  | 11  | 9   | 8L  | 12  | 8   | 9L  | 11  | 7   | 19L | 9L  | 7   | 387 |
| 12  | James Hinchcliffe  | 6   | 16   | 6L  | 9   | 16  | 11   | 9   | 18  | 19  | 7   | 6   | 3   | 22  | 20  | 12L | 20  | 9   | 370 |
| 13  | Santino Ferrucci R | 9   | 20   | 15  | 21  | 10  | 7L   | 19  | 10L | 4   | 19  | 11  | 12  | 12  | 4   | 4L* | 17  | 24  | 351 |
| 14  | Spencer Pigot      | 11  | 11   | 17  | 18  | 5   | 143L | 10  | 21  | 14  | 14  | 15  | 5   | 7   | 17  | 21  | 6   | 20  | 335 |
| 15  | Tony Kanaan        | 15  | 12   | 18  | 19  | 20  | 9    | 15  | 22  | 16  | 21  | 17  | 10  | 20  | 8   | 3   | 12  | 16  | 304 |
| 16  | Marco Andretti     | 13  | 6    | 14  | 13  | 13  | 26   | 16  | 6   | 10  | 23  | 10  | 21  | 15  | 15  | 10L | 13  | 14  | 303 |
| 17  | Marcus Ericsson R  | 20  | 15   | 7   | 20  | 24  | 23   | 13  | 2L  | 7L  | 13  | 20  | 11  | 23  | 12  | 16L |     | 11  | 290 |
| 18  | Zach Veach         | 14  | 22   | 12  | 17  | 12  | 29   | 8   | 8   | 20  | 18  | 13L | 7   | 21  | 13  | 14  | 22  | 18  | 271 |
| 19  | Matheus Leist      | 22  | 17   | 20  | 15  | 4   | 15   | 21  | 20  | 22  | 20  | 19  | 16  | 18  | 14  | 17  | 8   | 17  | 261 |
| 20  | Ed Jones           | 21  | 14   | 19  | 16  | 6   | 134  | 20  | 14  |     | 22  | 12  |     | 13  |     |     | 14  | 23  | 217 |
| 21  | Jack Harvey        | 10  | 10   | 13  | 22  | 3   | 21   |     |     |     | 15  |     |     | 10  |     |     | 19  | 19  | 186 |
| 22  | Max Chilton        | 16  | 21   | 22  | 14  | 18  | DNQ  | 17  | 15  |     | 16  | 14  |     | 16  |     |     | 11  | 13  | 184 |
| 23  | Ed Carpenter       |     |      |     |     |     | 62L  |     |     | 13  |     |     | 19  |     | 6   | 2   |     |     | 161 |
| 24  | Conor Daly         |     |      |     |     |     | 10   |     |     | 11  |     |     | 13  |     | 11  | 6L  | 21  | 22  | 149 |
| 25  | Charlie Kimball    | 17  |      |     |     |     | 25   |     |     | 21  |     |     |     |     | 10  | 15  | 10  | 15  | 117 |
| 26  | Patricio O'Ward R  |     | 8    | 16  | 12  | 19  | DNQ  | 14  | 11  |     | 17  |     |     |     |     |     |     |     | 115 |
| 27  | Sage Karam         |     |      |     |     |     | 19   |     |     |     |     | 21  | 22  |     |     |     |     |     | 39  |
| 28  | James Davison R    |     |      |     |     |     | 12   |     |     |     |     |     |     |     |     |     |     |     | 36  |
| 29  | Hélio Castroneves  |     |      |     |     | 21  | 18   |     |     |     |     |     |     |     |     |     |     |     | 33  |
| 30  | Ben Hanley R       | 18  |      | 21  |     |     | 32   |     |     |     |     |     |     |     |     |     |     |     | 31  |
| 31  | Pippa Mann         |     |      |     |     |     | 16   |     |     |     |     |     |     |     |     |     |     |     | 28  |
| 32  | Kyle Kaiser R      |     | 18   |     |     |     | 31   |     |     |     |     |     |     |     |     |     |     |     | 22  |
| 33  | J. R. Hildebrand   |     |      |     |     |     | 20   |     |     |     |     |     |     |     |     |     |     |     | 20  |
| 34  | Oriol Servià       |     |      |     |     |     | 22   |     |     |     |     |     |     |     |     |     |     |     | 16  |
| 35  | RC Enerson R       |     |      |     |     |     |      |     |     |     |     |     |     | 17  |     |     |     |     | 13  |
| 36  | Jordan King        |     |      |     |     |     | 24   |     |     |     |     |     |     |     |     |     |     |     | 12  |
| –   | Fernando Alonso R  |     |      |     |     |     | DNQ  |     |     |     |     |     |     |     |     |     |     |     | –   |
| Pos | Driver             | STP | COA  | ALA | LBH | IMS | INDY | DET | DET | TMS | ROA | TOR | IOW | MDO | POC | GMP | POR | LAG | Pts |

| Pos | Pilotos            | STP | COA  | ALA | LBH | IMS | INDY | DET | DET | TMS | ROA | TOR | IOW | MDO | POC | GMP | POR | LAG | Pts |
| --- | ------------------ | --- | ---- | --- | --- | --- | ---- | --- | --- | --- | --- | --- | --- | --- | --- | --- | --- | --- | --- |
| 1   | Josef Newgarden    | 1L  | 2    | 4   | 2L  | 15L | 48L  | 1L* | 19L | 1L  | 3   | 4   | 1L* | 14L | 5L  | 7L  | 5   | 8   | 641 |
| 2   | Simon Pagenaud     | 7   | 19   | 9   | 6   | 1L  | 11L* | 6   | 17  | 6   | 9   | 1L* | 4L  | 6   | 3L* | 5   | 7   | 4L  | 618 |
| 3   | Alexander Rossi    | 5L  | 9    | 5L  | 1L* | 22  | 29L  | 2L  | 5   | 2L  | 1L* | 3   | 6   | 5   | 18  | 13  | 3   | 6   | 608 |
| 4   | Scott Dixon        | 2   | 13   | 2L  | 3   | 2L* | 17L  | 22  | 1L* | 17L | 5   | 2   | 2L  | 1L* | 2L  | 20  | 16L | 3   | 578 |
| 5   | Will Power         | 3L  | 24L* | 11  | 7L  | 7   | 56L  | 18  | 3L  | 9   | 2   | 18  | 15L | 4L  | 1L  | 22L | 1L* | 2L  | 550 |
| 6   | Felix Rosenqvist R | 4L  | 23   | 10  | 10  | 8L  | 28L  | 4   | 16  | 12  | 6   | 5   | 14  | 2L  | 22  | 11L | 2L  | 5   | 425 |
| 7   | Colton Herta R     | 8   | 1L   | 24  | 23  | 23  | 335  | 12  | 12  | 18  | 8   | 7   | 18  | 8   | 16  | 9L  | 4L  | 1L  | 420 |
| 8   | Ryan Hunter-Reay   | 23  | 3    | 8   | 5   | 17  | 8    | 5   | 4   | 5L* | 11  | 16  | 17  | 3   | 19  | 8   | 18  | 10  | 420 |
| 9   | Takuma Sato        | 19  | 7    | 1L* | 8L  | 14  | 3L   | 3   | 13  | 15L | 10  | 22L | 20  | 19  | 21  | 1L  | 15  | 21  | 415 |
| 10  | Graham Rahal       | 12  | 4    | 23L | 4   | 9L  | 27   | 7   | 7   | 3L  | 4L  | 9   | 8   | 9   | 9   | 18  | 23  | 12  | 389 |
| 11  | Sébastien Bourdais | 24  | 5    | 3L  | 11  | 11L | 307  | 11  | 9   | 8L  | 12  | 8   | 9L  | 11  | 7   | 19L | 9L  | 7   | 387 |
| 12  | James Hinchcliffe  | 6   | 16   | 6L  | 9   | 16  | 11   | 9   | 18  | 19  | 7   | 6   | 3   | 22  | 20  | 12L | 20  | 9   | 370 |
| 13  | Santino Ferrucci R | 9   | 20   | 15  | 21  | 10  | 7L   | 19  | 10L | 4   | 19  | 11  | 12  | 12  | 4   | 4L* | 17  | 24  | 351 |
| 14  | Spencer Pigot      | 11  | 11   | 17  | 18  | 5   | 143L | 10  | 21  | 14  | 14  | 15  | 5   | 7   | 17  | 21  | 6   | 20  | 335 |
| 15  | Tony Kanaan        | 15  | 12   | 18  | 19  | 20  | 9    | 15  | 22  | 16  | 21  | 17  | 10  | 20  | 8   | 3   | 12  | 16  | 304 |
| 16  | Marco Andretti     | 13  | 6    | 14  | 13  | 13  | 26   | 16  | 6   | 10  | 23  | 10  | 21  | 15  | 15  | 10L | 13  | 14  | 303 |
| 17  | Marcus Ericsson R  | 20  | 15   | 7   | 20  | 24  | 23   | 13  | 2L  | 7L  | 13  | 20  | 11  | 23  | 12  | 16L |     | 11  | 290 |
| 18  | Zach Veach         | 14  | 22   | 12  | 17  | 12  | 29   | 8   | 8   | 20  | 18  | 13L | 7   | 21  | 13  | 14  | 22  | 18  | 271 |
| 19  | Matheus Leist      | 22  | 17   | 20  | 15  | 4   | 15   | 21  | 20  | 22  | 20  | 19  | 16  | 18  | 14  | 17  | 8   | 17  | 261 |
| 20  | Ed Jones           | 21  | 14   | 19  | 16  | 6   | 134  | 20  | 14  |     | 22  | 12  |     | 13  |     |     | 14  | 23  | 217 |
| 21  | Jack Harvey        | 10  | 10   | 13  | 22  | 3   | 21   |     |     |     | 15  |     |     | 10  |     |     | 19  | 19  | 186 |
| 22  | Max Chilton        | 16  | 21   | 22  | 14  | 18  | DNQ  | 17  | 15  |     | 16  | 14  |     | 16  |     |     | 11  | 13  | 184 |
| 23  | Ed Carpenter       |     |      |     |     |     | 62L  |     |     | 13  |     |     | 19  |     | 6   | 2   |     |     | 161 |
| 24  | Conor Daly         |     |      |     |     |     | 10   |     |     | 11  |     |     | 13  |     | 11  | 6L  | 21  | 22  | 149 |
| 25  | Charlie Kimball    | 17  |      |     |     |     | 25   |     |     | 21  |     |     |     |     | 10  | 15  | 10  | 15  | 117 |
| 26  | Patricio O'Ward R  |     | 8    | 16  | 12  | 19  | DNQ  | 14  | 11  |     | 17  |     |     |     |     |     |     |     | 115 |
| 27  | Sage Karam         |     |      |     |     |     | 19   |     |     |     |     | 21  | 22  |     |     |     |     |     | 39  |
| 28  | James Davison R    |     |      |     |     |     | 12   |     |     |     |     |     |     |     |     |     |     |     | 36  |
| 29  | Hélio Castroneves  |     |      |     |     | 21  | 18   |     |     |     |     |     |     |     |     |     |     |     | 33  |
| 30  | Ben Hanley R       | 18  |      | 21  |     |     | 32   |     |     |     |     |     |     |     |     |     |     |     | 31  |
| 31  | Pippa Mann         |     |      |     |     |     | 16   |     |     |     |     |     |     |     |     |     |     |     | 28  |
| 32  | Kyle Kaiser R      |     | 18   |     |     |     | 31   |     |     |     |     |     |     |     |     |     |     |     | 22  |
| 33  | J. R. Hildebrand   |     |      |     |     |     | 20   |     |     |     |     |     |     |     |     |     |     |     | 20  |
| 34  | Oriol Servià       |     |      |     |     |     | 22   |     |     |     |     |     |     |     |     |     |     |     | 16  |
| 35  | RC Enerson R       |     |      |     |     |     |      |     |     |     |     |     |     | 17  |     |     |     |     | 13  |
| 36  | Jordan King        |     |      |     |     |     | 24   |     |     |     |     |     |     |     |     |     |     |     | 12  |
| –   | Fernando Alonso R  |     |      |     |     |     | DNQ  |     |     |     |     |     |     |     |     |     |     |     | –   |
| Pos | Driver             | STP | COA  | ALA | LBH | IMS | INDY | DET | DET | TMS | ROA | TOR | IOW | MDO | POC | GMP | POR | LAG | Pts |

| Cor                     | Resultado                            |
| ----------------------- | ------------------------------------ |
| Ouro                    | Vencedor                             |
| Prata                   | 2º lugar                             |
| Bronze                  | 3º lugar                             |
| Verde                   | 4º e 5º lugares                      |
| Azul claro              | 6º–10º lugares                       |
| Azul escuro             | Completou a corrida (fora do Top 10) |
| Roxo                    | Não completou a corrida              |
| Vermelho                | Não se classificou (NQ)              |
| Marrom                  | Retirou-se da corrida (Wth)          |
| Preto                   | Desclassificado (DSQ)                |
| Branco                  | Não largou (DNS)                     |
| Abandonou a corrida (C) |                                      |
| Vazio                   | Não participou                       |

| Notas   |                                                                                               |
| Negrito | Pole position (1 ponto; exceto 500 Milhas)                                                    |
| Itálico | Volta mais rápida                                                                             |
| *       | Liderou mais voltas (2 pontos)                                                                |
| DNS     | Classificado para a corrida, mas não largou (DNS). Ganharia a metade da pontuação se largasse |
| 1       | Treino cancelado. Sem pontuação-bônus                                                         |
| RY      | Rookie do Ano                                                                                 |
| R       | Rookie                                                                                        |

- Um (1) ponto no campeonato é garantido a cada piloto que liderar ao menos uma única volta. Dois (2) pontos adicionais são garantidos para o piloto que liderar o maior número de voltas durante a corrida.
- Em todas as corridas, exceto a Indy 500, o pole position recebe um ponto de bonificação.
- Entrant-initiated engine change-outs before the engines reach their required distance run will result in the pela perda de (-10) points.
- O critério de desempate é o número de vitórias, seguido do número de segundos lugares, terceiros lugares, etc. Se continuar empatado, o número de pole positions, seguido de segundos lugares no grid, terceiros, etc.